# Millport (Alabama)
Pour les articles homonymes, voir Millport.
Millport est une municipalité américaine située dans le comté de Lamar en Alabama.
Selon le recensement de 2010, sa population est de 1 049 habitants. La municipalité s'étend sur 5,51 milles carrés (14,27 km2).
Autrefois située sur la Luxapallila Creek (en), la ville s'implante à son emplacement actuel en 1882, lors de l'arrivée du chemin de fer. Elle doit son nom à sa scierie (sawmill) et son moulin à blé (gristmill). Millport devient une municipalité en 1887.

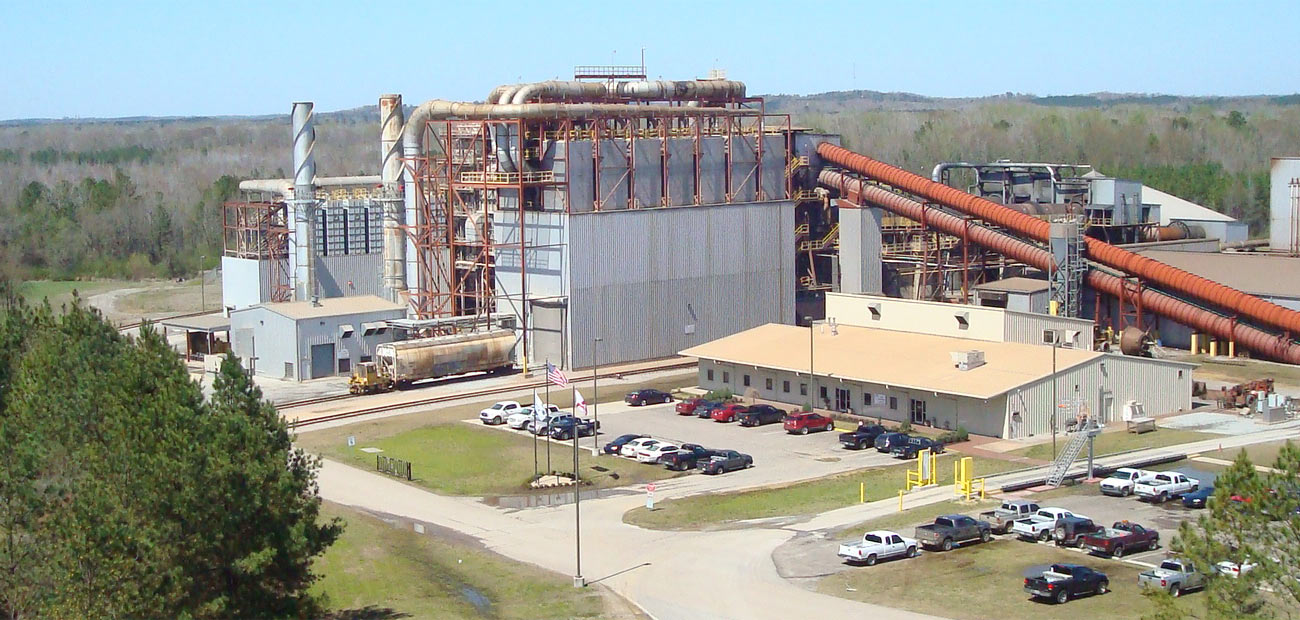
Une usine de recyclage de poudre d'acier à Millport, août 2019

## Démographie
| 1890 | 1900 | 1910 | 1920 | 1930 | 1940 | 1950 | 1960 |
| ---- | ---- | ---- | ---- | ---- | ---- | ---- | ---- |
| 244  | 357  | 529  | 604  | 714  | 700  | 682  | 943  |

| 1970  | 1980  | 1990  | 2000  | 2010  | - | - | - |
| ----- | ----- | ----- | ----- | ----- | - | - | - |
| 1 070 | 1 287 | 1 203 | 1 160 | 1 049 | - | - | - |